# Amphidelus lissus
Amphidelus lissus is een rondwormensoort uit de familie van de Alaimidae. De wetenschappelijke naam van de soort is voor het eerst geldig gepubliceerd in 1939 door Thorne.